# 江尔雄
江尔雄（1967年1月—），女，生于福州闽清。中华人民共和国官员，台湾民主自治同盟盟员，中国共产党党员，第十二届全国人民代表大会台湾省代表、第十三届全国政协委员、中共十九大代表。现任福建省副省长。

## 生平
江尔雄的父亲是台湾彰化人，18岁时被中国国民党招入军中当兵，1948年被派往大陆参加第二次国共内战，后来加入中国人民解放军。
江尔雄生于福州闽清。1987年7月毕业于厦门大学国际贸易系，随即进入央企中航技福建公司工作，二十年间由业务员、经理、处长、总经理助理、副总经理晋升为总经理。2007年8月，她离开中航技。
2008年12月，江尔雄出任台盟福建省委副主委，兼任福建省政协副秘书长、福建省政协港澳台侨外事委副主任。2012年12月起，她担任福建省台联会长、台盟福建省委专职副主委。2017年12月，她当选台湾民主自治同盟第十届中央委员会常委、全国台联副会长。
2013年，江尔雄被选为全国人大代表。2018年1月，当选第十三届全国政协委员。
2023年11月，任福建省人民政府副省长。
江尔雄在1996年6月加入中国共产党，后被选为中共十九大代表。